# Zhongfeng, Chongqing
Zhongfeng (kinesiska: 中峰) är en köping i sydvästra Kina. Den ligger i stadsdistriktet Qijiang i storstadsområdet Chongqing, omkring 74 kilometer söder om det centrala stadsdistriktet Yuzhong. Antalet invånare är 11622. Befolkningen består av 5 549 kvinnor och 6 073 män. Barn under 15 år utgör 18,0 %, vuxna 15-64 år 65 %, och äldre över 65 år 15,0 %.